# Sexo por peixe
Sexo por peixe, às vezes referido como "peixe por sexo", é um fenômeno no qual mulheres comerciantes de peixe se envolvem em relações sexuais transacionais com pescadores para garantir seu fornecimento de peixe, muitas vezes por meio de coerção. O sexo por peixe é um fenômeno comum em muitos países em desenvolvimento, com a maioria dos casos observados nas pesqueiras interiores da África Subsaariana. A prática é mais comum entre mulheres economicamente desfavorecidas, tais como mulheres solteiras, divorciadas ou viúvas, que residem nas margens ou ao longo das orlas de pesqueiras interiores.
Diversos fatores socioeconômicos, incluindo pobreza, práticas culturais, e a competição entre as mulheres envolvidas no comércio de peixe, são frequentemente apontados como variáveis que alimentam a prática do "sexo por peixe". Não há pesquisas conclusivas que demonstrem o que efetivamente promove essa prática. Contudo, tem-se teorizado que os pescadores se aproveitam da acirrada concorrência entre as mulheres que comercializam o peixe para exigir favores sexuais em troca do pescado. Os homens ou os comerciantes que recebem tais favores concedem vendas preferenciais e comercializam os peixes a preços reduzidos para essas mulheres.
Às margens do Lago Vitória, no Quênia, foram observadas mulheres distribuindo sacolas vazias de polietileno para os pescadores antes de saírem para pescar à noite ou de madrugada, e, quando os pescadores retornam, parte da melhor captura é reservada para elas, acondicionada nessas sacolas.

## Pobreza
No Quênia, onde o fenômeno do sexo por peixe está bem documentado, a pobreza entre as comunidades pesqueiras tem sido consistentemente apontada como um fator que contribui para essa prática. No Quênia, a prática do sexo por peixe é popularmente conhecida como o sistema Jaboya. "Jaboya", no dialeto da Luo, significa cliente; devido ao envolvimento transacional dos pescadores com as mulheres que negociam peixe, os locais cunharam o termo "sistema Jaboya" para se referir ao fenômeno. Na terceira maior cidade do Quênia, Kisumu, também foram observadas negociações de sexo por peixe envolvendo adolescentes. Em muitos casos, o comércio de sexo por peixe é ensinado a meninas jovens por suas mães, que já praticam esse comércio. A prevalência do sexo por peixe entre adolescentes levou a um aumento nas doenças sexualmente transmissíveis entre adolescentes, incluindo HIV.

## Exploração de homens gays
Em setembro de 2012, uma emissora de TV queniana noticiou incidentes em que homens gays trocavam sexo por peixe. Isso ocorre devido a uma baixa captura ou por dinheiro. Homens gays empobrecidos tornaram-se o grupo mais recente a se envolver na prática do sexo por peixe dentro das comunidades pesqueiras.

## Prevalência de HIV/AIDS
Alguns dos primeiros casos registrados de HIV/AIDS na África ocorreram em comunidades pesqueiras ao redor do Lago Vitória, em 1982. Diversos estudos demonstraram uma ligação entre o fenômeno do sexo por peixe e uma maior prevalência de HIV.
No Quênia, supõe-se que o sexo por peixe contribua para a alta prevalência de HIV/AIDS na região do Lago Vitória, onde os índices são o dobro da média nacional. A transmissão do HIV é maior nessas áreas devido ao fato de que essas mulheres não têm controle sobre o uso de preservativos como medida preventiva contra a propagação do HIV e de outras doenças sexualmente transmissíveis.
Em Uganda, estudos realizados ao redor do Lago George e do Lago Edward pela Associação Ugandense de Pesca e Conservação de Peixes (UFFCA) constataram que a taxa média de prevalência de HIV/AIDS era de 22,4%, em comparação com a prevalência nacional de 7,3%. O sexo por peixe é considerado por muitos líderes e pesquisadores como um dos fatores que contribuíram para a maior prevalência de HIV/AIDS nessas comunidades pesqueiras.
Em Mangochi, Malawi, o sexo é parte importante da indústria pesqueira, e pesquisas demonstraram uma forte ligação entre a prevalência de HIV e o comércio de sexo por peixe. O sexo transacional é comum nas comunidades pesqueiras malauianas, com as mulheres sendo identificadas como vulneráveis nas negociações devido às estruturas de poder baseadas no gênero. Os homens são responsáveis pela captura do peixe; portanto, eles controlam os fatores de produção, enquanto as mulheres controlam apenas o processamento, a secagem e a venda do peixe. Devido a esse controle dos fatores produtivos pelos homens, a dinâmica de poder nessas trocas favorece os homens e dificulta que as mulheres negociem o sexo seguro. A ONG malauiana Youth Net and Counselling (YONECO), que trabalha para combater a propagação do HIV em Malawi, observou que, apesar do aumento na conscientização sobre HIV/AIDS no país, os pescadores do Lago Chilwa fazem fila para ter relações sexuais. Isso foi revelado por pescadores treinados pela YONECO como educadores-entrepares durante uma visita de monitoramento à localidade de Mposa, no Distrito de Machinga. Os relatos indicam que um total de 25 pescadores se alinhariam para ter relações com uma mulher, em troca de 15 dúzias de peixes se nenhum preservativo fosse usado durante o ato sexual, ou 3 dúzias se um preservativo fosse utilizado.
Na região dos Kafue Flats em Zâmbia, a troca de sexo por peixe acelerou a disseminação do HIV/AIDS entre os anos 2002 e 2005.

## Intervenções

### Corpo da Paz dos EUA
Em 2010, dois voluntários do Corpo da Paz, Dominik Mucklow e Michael Geilhufe, que viviam nas proximidades do Lago Vitória, decidiram agir para ajudar as mulheres presas na prática do sexo por peixe. Com o apoio de financiamento do Plano de Emergência do Presidente para o Alívio da AIDS (PEPFAR) dos EUA, eles auxiliaram um grupo de mulheres comerciantes de peixe a adquirir seus próprios barcos de pesca. As mulheres, então, passaram a empregar homens para sair à pesca com esses barcos. Esse avanço simples permitiu que as mulheres se libertassem da exploração sexual para garantir seu fornecimento de peixe. Essa ação visava alterar a dinâmica de trabalho entre as mulheres e os homens que ganham a vida na indústria pesqueira, concedendo às mulheres a propriedade dos meios de produção, os barcos. As mulheres passam a ser donas dos barcos e, à medida que trabalham, reembolsam o custo de sua construção. O dinheiro do reembolso é acumulado para a construção de mais barcos, aumentando o número de mulheres envolvidas. O projeto-piloto foi gerido pelo Victoria Institute for Research on Environment and Development.

### Merlin
A organização Merlin, que reúne líderes locais e membros da comunidade, criou diversos grupos teatrais na província ocidental do Quênia que apresentam esquetes e peças que abordam os problemas trazidos pela prática do sexo por peixe (sistema Jaboya). As apresentações ocorrem uma vez por mês e coincidem com o retorno dos pescadores à praia. Geralmente, os espetáculos atraem grandes multidões e terminam com uma discussão, além da distribuição de preservativos aos pescadores. Os habitantes locais acreditam que essas apresentações estão mudando o modo de pensar da comunidade em relação ao sistema Jaboya e, por fim, seu comportamento.

## Deadly Catch
Deadly Catch é um filme produzido por IRIN que se centra na comunidade pesqueira em Bondo, Quênia. O filme mostra como o vírus HIV afetou diferentes pessoas de diversas maneiras, focando tanto naquelas diretamente envolvidas com o notório sistema Jaboya quanto naquelas que perderam familiares por conta dele.

## Links externos
- Jaboya vs. Jakambi: Status, Negotiation, and HIV Risks Among Female Migrants in the "Sex for Fish" Economy